# Van Kesbeeckbrug
De Van Kesbeeckbrug is een liggerbrug over de Afleidingsdijle in de Belgische stad Mechelen. De brug bestaat uit één overspanning van 27 m lang, en is 100 m breed. Dit is te verklaren uit het feit dat het kruispunt N1-R12-N16 boven op de brug gelegen is.
De brug is vernoemd naar Oscar Van Kesbeeck, een Vlaams politicus en Mechels advocaat, die vanaf 1905 speler en nadien ook voorzitter was van Racing Mechelen, een van de twee voetbalploegen van Mechelen, waarvan het stadion in de buurt van de brug ligt.
Battelbrug · Colomabrug · Fonteinbrug · Heffenbrug · Hoogbrug · Katelijnepoortbrug · Koepoortbrug · Kraanbrug · Minderbroedersbrug · Nekkerspoelbrug · Plaisancebrug · Roostenbergbrug · Van Kesbeeckbrug · Walembrug · Winketbrug · Withuisbrug · Zennegatsluisbrug